# Ringkøbingkredsen
Ringkøbingkredsen er fra 2007 en opstillingskreds i Vestjyllands Storkreds. Kredsen var en valgkreds i 1849-1919. Derefter var kredsen en opstillingskreds i Ringkøbing Amtskreds fra 1920 til 2006.
I 1971 fik kredsen tilført det meste af Lemvigkredsen. Frem til 2006 blev kredsen uofficielt kaldt for Ringkøbing-Lemvig kredsen. I 2006 blev Ny Lemvig Kommune overført til Struerkredsen, mens Ulfborg-Vemb Kommune kom til Holstebrokredsen, og Trehøje Kommune blev overført til Herning Nordkredsen. Til gengæld fik Ringkøbingkredsen tilført den vestlige del af Skjernkredsen (Egvad Kommune og Skjern Kommune).
Fra 2007 består kredsen af Ringkøbing-Skjern Kommune.

## Før 2007

### Afstemningssteder i 2005
Den 8. februar 2005 var der 45.643 stemmeberettigede vælgere i kredsen.
Kredsen rummede flg. kommuner og valgsteder::
1. Holmsland Kommune
  1. Holmsland
  2. Hvide Sande
2. Lemvig Kommune
  1. Bøvling
  2. Flynder
  3. Klinkby
  4. Lemvig
  5. Nørre Nissum
  6. Ramme
3. Ringkøbing Kommune
  1. Hee
  2. Hover
  3. Højmark
  4. Lem
  5. No
  6. Rindum
  7. Ringkøbing By
  8. Stadil
  9. Tim
  10. Torsted
  11. Vedersø
  12. Velling
  13. Ølstrup
4. Thyborøn-Harboøre Kommune
  1. Harboøre
  2. Thyborøn
5. Trehøje Kommune
  1. Abildå
  2. Skibbild/Nøvling
  3. Timring
  4. Vildbjerg
  5. Vind
  6. Vinding
  7. Ørnhøj
6. Ulfborg-Vemb Kommune
  1. Sdr. Nissum
  2. Ulfborg
  3. Vemb

## Folketingskandidater pr. 25/11-2018

### Valgkredsens kandidater for de pr. november 2018 opstillingsberettigede partier
| Liste | Parti                       | Kandidat          | Bemærk |
| ----- | --------------------------- | ----------------- | ------ |
| A     | Socialdemokratiet           |                   |        |
| B     | Radikale Venstre            |                   |        |
| C     | Det Konservative Folkeparti |                   |        |
| D     | Nye Borgerlige              |                   |        |
| F     | Socialistisk Folkeparti     |                   |        |
| I     | Liberal Alliance            |                   |        |
| O     | Dansk Folkeparti            | Dennis Flydtkjær  |        |
| V     | Venstre                     | Kenneth Mikkelsen |        |
| Ø     | Enhedslisten                | Johnny Zaar       |        |
| Å     | Alternativet                |                   |        |

## 1848-1924

### Valg til Den Grundlovgivende Rigsforsamling
- 1848-1849: gårdejer Ole Kirk, (Højre). Kirk havde været et markant medlem af stænderforsamlingen i Viborg. Han er i eftertiden blevet betegnet som Danmarks første politiske bonde.

### Ringkøbingkredsens folketingsmænd 1849-1924
- 1849-1855: Vilhelm Schøler, sognepræst (Højre)
- 1855-1855: Sylvester Jørgensen, gårdejer, (Venstre). Jørgensen blev sammen med Bertel Nørgaard fra Skivekredsen betragtet som yderligtgående bondevenner
- 1855-1856: Peter Georg Bang, konseilspræsident (Højre)
- 1856-1864: Sylvester Jørgensen, gårdejer (Venstre)
- 1864-1866: Christian Krarup Fjord, lærer (Højre)
- 1866-1872: Sylvester Jørgensen, gårdejer (Venstre)
- 1872-1873: C.H. Holm, gårdejer (Venstre)
- 1873-1890: M.P. Christiansen, gårdejer (Det bergske Venstre)
- 1890-1924: J.C. Christensen, lærer, senere konseilspræsident (først Det bergske Venstre, så Venstrereformpartiet, fra 1910: Venstre)